# Arthropteris wollastonii
Arthropteris wollastonii är en spjutbräkenväxtart som först beskrevs av Henry Nicholas Ridley, och fick sitt nu gällande namn av Holtt. Arthropteris wollastonii ingår i släktet Arthropteris och familjen Nephrolepidaceae. Inga underarter finns listade.